# 博沃泽
博沃泽（法語：Beauvezer，法語發音：[bovəze]）是法国上普罗旺斯阿尔卑斯省的一个市镇，属于卡斯泰拉讷区。

## 地理
博沃泽（44°8'37"N, 6°35'29"E）面积26.98 平方千米，位于法国普罗旺斯-阿尔卑斯-蓝色海岸大区上普罗旺斯阿尔卑斯省，该省份为法国东南部内陆省份，北起上阿尔卑斯省，西接沃克吕兹省，西北接德龙省，南至瓦尔省，东临滨海阿尔卑斯省，东北部与意大利接壤。
与博沃泽接壤的市镇（或旧市镇、城区）包括：科尔马、下托拉姆、上托拉姆、维拉尔科尔马尔。

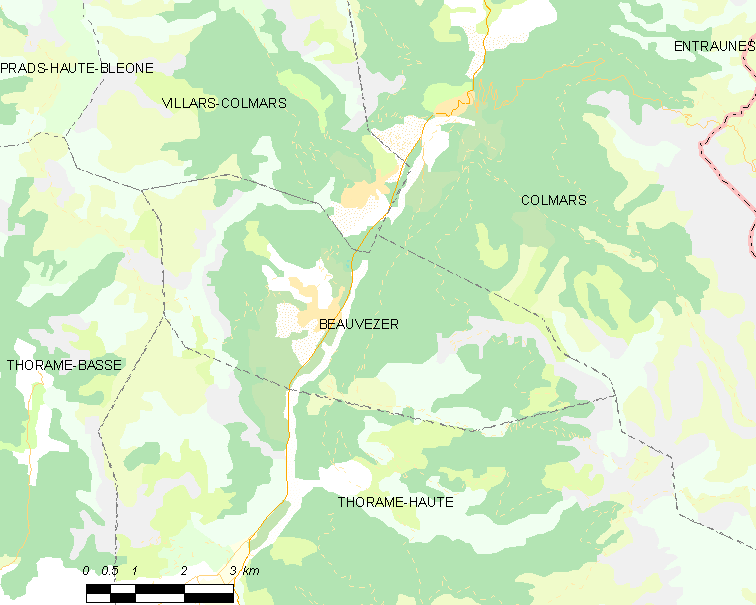
博沃泽的OSM定位图

博沃泽的时区为UTC+01:00、UTC+02:00（夏令时）。

## 行政
博沃泽的邮政编码为04370，INSEE市镇编码为04025。

## 政治
博沃泽所属的省级选区为卡斯泰拉讷县。

## 人口

1962-2008年间博沃泽人口变化图示

博沃泽于2022年1月1日时的人口数量为387人。